# Michelangelo Fardella
Michelangelo Fardella (Trapani, 1650 – Napoli, 5 gennaio 1718) è stato un matematico e filosofo italiano.

## Biografia
Fardella studiò a Messina, allievo di Giovanni Alfonso Borelli, dal quale accettò la teoria atomistica di Democrito, ma abbracciò il pensiero di Cartesio, dopo averne appreso gli insegnamenti durante il suo soggiorno a Parigi dal 1678 al 1680, grazie alle conversazioni con Antoine Arnauld, Nicolas Malebranche e Bernard Lamy.
Membro dell'ordine francescano, insegnò matematica a Roma e poi a Modena, mentre a Padova, dal 1693, anno in cui divenne prete secolare, insegnò astronomia e poi filosofia. Nel 1709 lasciò lo Studio padovano, recandosi a Barcellona, e ritornando in Italia nel 1712.
Tenne una lunga corrispondenza con Leibniz e polemizzò con Matteo Giorgi, che con il suo Saggio della nuova dottrina di Renato Descartes aveva attaccato il cartesianesimo.

## Pensiero
Il cartesianesimo del Fardella, per quanto riconosca che «solo Cartesio trovò, fra gli antichi e i moderni, il retto e naturale metodo di filosofare», è tuttavia relativo, adeguato com'è al platonismo di Agostino. La struttura del mondo è organizzata secondo principi matematici:«Dio ha creato ogni cosa secondo peso, numero e misura, ossia secondo le leggi statiche, aritmetiche e geometriche»; mediante la matematica si comprende il mondo e si comprende così la logica di Dio.
Nel punto, che non ha peso, non ha grandezza, non è divisibile, è tuttavia l'origine di ogni estensione: «nel punto, come il numero nell'unità, si risolve l'estensione». L'anima, che non ha estensione, è un punto.
Per Fardella, non è possibile dimostrare l'esistenza indipendente delle realtà materiali: «La stessa esperienza ci insegna che spesso nel sogno percepiamo oggetti che veramente non possiamo ammettere realmente esistenti. Quante volte, la notte, mentre dormo, vedo splendere il sole sopra l'orizzonte e vedo muoversi in vari modi moltissime cose prodigiose, che non sono niente extra ideam?. Dunque, quel che sento e vedo non può in nessun modo essere dedotto come realmente esistente». E se si obietta che una cosa è sognare, altra cosa è la veglia, per lui le cose che percepiamo nella veglia potrebbe anche essere soltanto cose percepite «con maggiore chiarezza, distinzione e ordine, benché non siano niente» in sé. I sensi non danno certezza del mondo, la quale può ritrovarsi, per il Fardella come per Cartesio, soltanto in Dio.

## Opere
- Universae philosophiae systema, in qua nova quadam et extricata Methodo, Naturalis scientiae et Moralis fundamenta explanantur, Venezia, 1691[1]
- Universae usualis mathematicae theoria, Venezia, 1691.
- Utraque dialectica rationalis et mathemathica, Amsterdam, 1695.
- Animae humanae natura ab Augustino detecta in libris de Animae Quantitate, decimo de Trinitate, et de Animae Immortalitate, Venezia, 1698
- Pensieri scientifici, Napoli, 1986.
- Lettera antiscolastica, Napoli, 1986.